# Jacques Almain
Pour les articles homonymes, voir Almain.
Jacques Almain (v.1480-1515) est un théologien français.

## Biographie
Né dans le diocèse de Sens, il étudie les arts au Collège de Montaigu de l'Université de Paris et fut l'élève du théologien écossais John Mair.
En 1507, il est recteur de l'Université de Paris, puis, en 1508, procureur de la Nation de France.
Le 26 janvier 1512 il a obtenu sa licence de théologie, deuxième sur les 23 qui ont obtenu la licence. Il est reçu docteur en théologie le 31 mars 1512 puis à la faculté de théologie.
Professeur et régent du collège de Navarre, il applique les thèses du conciliarisme dans une réflexion politique plus large où la souveraineté ne peut être dessaisie complètement du corps politique au profit du roi.
Il serait décédé à Paris, mais dans une lettre envoyée par Mathurin Alamande à Jacques Lefèvre d'Étaples, en 1517, il lui écrit que Jean Marre, évêque de Condom, a fait venir à grands frais à Condom Jacques Almain (mais il n'a pas dû rester longtemps car il n'y a pas d'autre document sur sa présence à Condom) et qu'il serait décédé à Auvillar.

## Œuvres
- Libellus de auctoritate ecclesie seu sacrorum conciliorum eam representatium editus a magistro Jacobo Almain,Senonensis diocesis, doctore theologo, contra Thomam de Vio, qui his diebus suis scriptis nisus est omnem ecclesie Christi sponte potestatem enervare, 1512 (réponse au traité de Thomas de Vio, cardinal Cajétan, De la comparaison de l'autorité du pape et du concile de Pise). L'ouvrage fut publié au nom de la Faculté de théologie de Paris, sur l'invitation de Louis XII, pour répondre aux doctrines du pape Jules II relativement à l'origine de la puissance temporelle[2],[3].
- Acutissimi divinorum archanorum scrutatoris magistri Jacobi Almain in tertium sententiarum utilis editio : cum omni adnotandorum literario indice per diligenter collecto : cumque perutilibus adnotationculis summa diligentia singulis questionibus appositis, Paris, 1516[4] ;
- Moralia acutissimi ac clarissimi doctoris theologi magistri Jacobi Almani, Senonensis, a Joanne Maioris eruditissimo theologie professore emendata, Paris, 1516 ;
- Questio in vesperiis habita, Paris, 1516 ; p. 16 ;
- Aurea clarissimi et acutissimi doctoris theologi magistri Jacobi Almin, Senonensis, Opuscula ; Moralia optima recognita cum additionibus. - Lectura in tertium completa[5], Paris, 1518 ;
- Acutissimi doctoris theologi magistri Jacobi Almain, Senonensis, Clarissima & admodum utilis expositio circa decisiones quaestionum M. Guillermi Ockam, super potestate summi pontificis : novissime recognita purgataque[6], Paris, 1512 ;
- Dictata clarissimi & accutissimi doctoris theologi M. Jacobi Almain, Senonensis, super sententias magistri Roberti Holcot, apprime utilia[7], Paris, 1526.

## François Rabelais et le peigne de Almain
Dans le chapitre XXI de Gargantua, François Rabelais écrit : après se peignoit du peigne de Almain, c'estoit des quatre doigtz et le poulce, car ses précepteurs disoient que soy aultrement pigner, laver et nettoyer estoit perdre temps en ce monde.
François Rabelais a en partie expliqué ce jeu de mots dans un chapitre parlant des précepteurs sophistes. Almain a été remplacé par Alman dans l'édition de 1537 avant qu'Almain soit rétabli. Cette modification était peut-être suggéré par la malpropreté des Allemands qui était proverbiale au XVIe siècle. Gilles Ménage donne aussi une explication sur cette expression en la rapprochant de l'italien al mano,.